# آربوسیس
آربوسیس (به اسپانیایی: Arbúcies) یک شهرستان در اسپانیا است.